# Почебут, Георгий Александрович
Георгий Александрович Почебут (15 сентября 1921, Солигалич, Костромской области — 1984, Пушкин) — советский учёный, историк. Доктор исторический наук, профессор. Специалист по истории революционного движения и истории петербургской организации РСДРП.

## Биография
Родители его были служащими: в нач. 1941 года его отец, Александр Игнатьевич Почебут (1895—1960) служил начальником 137-го отделения связи г. Ленинграда.
В августе 1941 года добровольцем ушёл на фронт, будучи студентом исторического факультета ЛГУ. Служил на Ленинградском фронте: в составе 109-го отд. истребительного батальона (сентябрь 1941 — январь 1942), в составе 286-го стрелкового полка войск НКВД (январь-март 1942), в должности заместителя политрука в звании старшины в составе 21-го отд. мото-понтонно-мостового батальона (апрель 1942 — август 1943), в составе 106-го отд. инженерного батальона служил сапером, обезвреживая вражеские мины. В сентябре 1943 г. под Невской Дубровкой (на «Невском пятачке») был тяжело ранен, лишился левой ноги, демобилизован по ранению в январе 1944 г. Награждён медалями: «За оборону Ленинграда» (1943) и «За победу над Германией». В ноябре 1945 года принят в члены ВКП(б).
В 1945 году восстановился на историческом факультете Ленинградского государственного университета, который и окончил (с отличием) 30 июня 1948 года. Затем поступил в аспирантуру Ленинградского института истории ВКП(б), после защиты диссертации на соискание ученой степени кандидата исторических наук работал в этом институте. В 1971 г. защитил диссертацию на соискание ученой степени доктора исторических наук на тему "Петербургские большевики в годы нового революционного подъёма (1910—1914 гг.). Профессор. Работал заведующим кафедрой истории КПСС в Ленинградском сельскохозяйственном институте (г. Пушкин).

## Семья
- Жена: Почебут Юлия Михайловна, к.и.н.
- Дочь: Почебут Людмила Георгиевна, профессор, доктор психологических наук.

## Научная деятельность
Вклад в науку Г. А. Почебута состоит в следующем:
1. исследование истории РСДРП и её петербургской организации;
2. создание концепции революционного процесса;
3. разработка методологии изучения партийной жизни и событий рабочего движения;
4. изучение динамики революционного процесса;
5. всесторонний анализ социально-экономической ситуации в стране в начале XX века;

## Научные труды
- Петербургские большевики в годы нового революционного подъёма (1910—1914 гг.) [Текст] : Автореферат дис. на соискание ученой степени доктора исторических наук. (570) / Ленингр. гос. ун-т им. А. А. Жданова. — Ленинград : [б. и.], 1971. — 31 с.
- А. Е. Бадаев — депутат питерских рабочих: [1883-1951 гг.. — Л. : Лениздат, 1962. — 158 с.
- А. Я. Великанова, Б. П. Кондратьев, Г. А. Почебут. На пути ко второму штурму. Большевики Петрограда между двумя революциями. (1907 г.-февр. 1917 г.) / Ин-т истории партии Ленингр. обкома КПСС-филиал Ин-та марксизма-ленинизма при ЦК КПСС. — Л. : Лениздат, 1974. — 357 с. с ил.; 1 л. портр.
- Металлурги с Матисова острова: Краткий очерк истории Ленингр. з-да по обработке цвет. металлов / [Науч. ред. канд. ист. наук Г. А. Почебут — Л. : Лениздат, 1967. — 258 с.